# William Hodgkinson
William Hodgkinson (ur. 10 kwietnia 1897 w Birkdale, zm. 9 października 1918) – angielski as myśliwski okresu I wojny światowej. Odniósł 5 zwycięstw powietrznych. 
W 1917 roku został skierowany do Royal Flying Corps. Po przejściu szkolenia jako obserwator został skierowany  do No. 62 Squadron RAF. Został przydzielony do załogi z L. Campbellem. Razem odnieśli 5 zwycięstw powietrznych.
Pierwsze zwycięstwo odniósł 12 kwietnia bad niemieckim samolotem Albatros D.V na wschód od Estaires. Ostatnie 5 zwycięstwo odnieśli 9 października 1918 roku nad samolotem Fokker D.VII w okolicach Préseau. Wkrótce po tym pilotowany przez Campbella Bristol Fighter został zestrzelony przez niemieckiego asa Paula Bäumera. Hodgkinson  oraz jego pilot L. Campbell zginęli. Zostali pochowani na Préseau Communal Cemetery, Pas-de-Calais.